# Voices in the Wind (Film)
Voices in the Wind (japanisch 風の電話 Kaze no Denwa (deutsch: Windtelefon)) ist ein japanischer Spielfilm von Nobuhiro Suwa aus dem Jahr 2020. Bei der 70. Berlinale 2020 wurde der Film in der Sektion Generation 14plus gezeigt und erhielt eine lobende Erwähnung.

## Inhalt
Die 17-jährige Haru hat durch die Tsunami 2011 ihre Eltern und ihren jüngeren Bruder verloren. Sie wohnt seitdem bei ihrer Tante in Hiroshima. Nachdem diese als Notfall ins Krankenhaus gekommen ist, bricht für Haru zum zweiten Mal eine Welt zusammen. Die Oberschülerin lässt sich nun treiben und begibt sich schließlich auf die Reise an ihren Heimatort  Ōtsuchi. Auf dem Weg helfen ihr verschiedene Erwachsene, die sie zufällig trifft, und sie auf die lange Reise nach Nordjapan streckenweise mitnehmen, sie zum Essen einladen und ihr auch Reisegeld geben. Gestärkt durch die Güte dieser Menschen und die Reise gelangt sie schließlich zu ihrem Elternhaus, von dem nur noch ein paar Grundmauern stehen. Dort spürt sie die große Einsamkeit und den Verlust, nachdem niemand aus ihrer Familie übriggeblieben ist. Aber sie trifft auf ihrem Roadtrip auch andere, die mit ihrer Trauer kämpfen und sie darin bestärken, nicht aufzugeben. Zufällig begegnet sie vor ihrer Rückreise einem Jungen, der zum Windtelefon fährt, um mit seinem verunglückten Vater zu sprechen. Haru schließt sich ihm an. Dem Telefon, das Trauernden die Möglichkeit bietet, mit ihren Verstorbenen zu sprechen, vertraut Haru ihre Gedanken und ihre Ängste an. Schließlich verabschiedet sie sich dort von ihrer Familie und verspricht, sie später, wenn sie selbst eine alte Frau geworden sein wird, wiederzusehen.

## Hintergrund

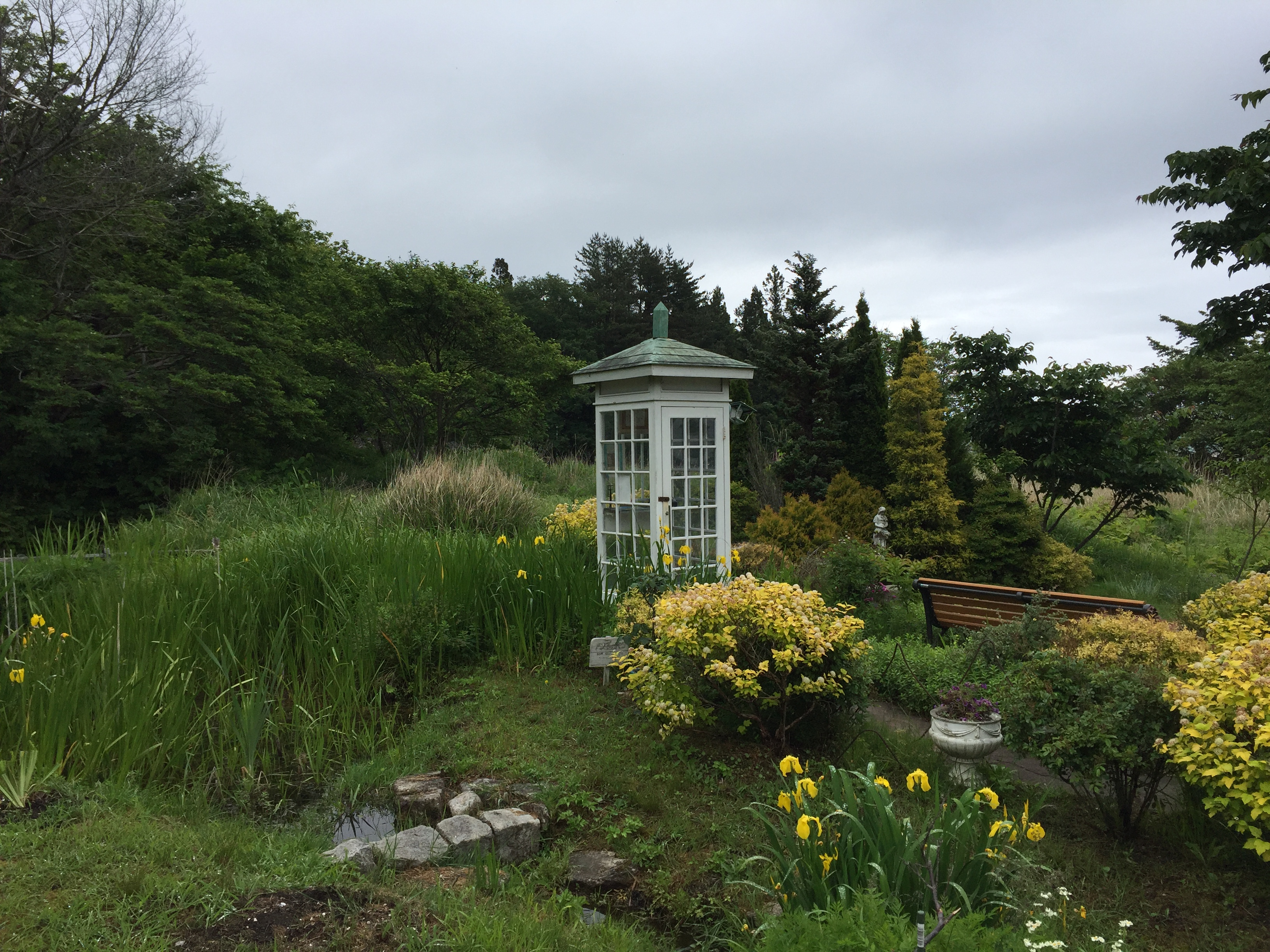
Windtelefon in Ōtsuchi 2018

Suwa beschreibt die unfassbare Tragödie von Fukushima und die kaum zu bewältigende Trauer durch Harus Schicksal und das anderer Betroffener. Es wird klar, dass trotz des Wiederaufbaus der Region die Menschen noch immer tief traumatisiert sind.
Der Titel des Films gilt dem in Ōtsuchi von einem Privatmann 2010 errichteten Windtelefon, das er nach 2011 der Allgemeinheit öffnete. Durch den einseitigen Kommunikationskanal eines nicht angeschlossenen Telefons in einer Telefonzelle wird Hinterbliebenen ermöglicht, ihre ganz privaten Gefühle und Erlebnisse den Toten „mitzuteilen“ bzw. in den Wind zu sprechen. Durch diesen Schritt wird ihnen geholfen, ihr Leben trotz der Trauer fortzuführen.

## Rezeption
Der Film wurde von der Berlinale-Jury folgendermaßen charakterisiert: „Wir waren von diesem sanften und zugleich epischen Roadmovie mit seinem eindringlichen Finale, das zugleich niederschmetternd, wie auch erhebend ist, tief bewegt.“ Suwas Film sei es gelungen „mit Anmut und Kraft“ sowohl den Verlust als auch die „Wärme des menschlichen Miteinanders“ zu zeigen.
Auf der Website des österreichischen internationalen Filmfests Viennale steht über Kaze no Denwa: „Haru learns that there is a time for mourning and a time for confidence along the way. And Suwa is such a masterful storyteller that one continues to contemplate what lessons cinema can still teach us – through sharing experiences with an open heart, through being compassionate.“ (Haru lernt, dass es eine Zeit für Trauer und eine Zeit für Zuversicht auf dem Weg gibt. Und Suwa ist ein so meisterhafter Geschichtenerzähler, dass man immer wieder darüber nachdenkt, was das Kino uns noch lehren kann – durch das Teilen von Erfahrungen mit offenem Herzen, durch Mitgefühl).
Von der Kritik lobend hervorgehoben wurde auch, das der Film mit möglichst wenig Montage ausgekommen ist und eine langsame Kameraführung aufweist.

### Altersfreigabe
Der Film ist ab 14 Jahren freigegeben.

### Produktion
In Voices in the Wind spielen einerseits erfahrene, ältere Schauspieler wie Makiko Watanabe oder Tomokazu Miura und andererseits die junge Serena Motola, die noch wenig Erfahrung vor der Kamera hatte. Gelobt wurde ihre Schauspielkunst besonders in der letzten Szene von Haru im Windtelefon, die Serena Motola ohne jede weitere Bearbeitung spielte. Nobuhiro Suwa gab in einem Interview an, dass er seinen Film in nur drei Wochen gedreht hat.

## Auszeichnungen
2020 erhielt Voices in the Wind von der Berlinale-Jury eine lobende Erwähnung, nachdem der Film in der Sektion Generation 14plus gezeigt worden war.
Der Film wurde 2021 für den Best Youth Film Preis der Asian Pacific Screen Awards nominiert und nahm am Jeonju Filmfestival teil. Außerdem wurde Suwa für seine Regie bei diesem Film für den Preis Best Director des Asian Film Awards nominiert.